# Gérard van Spaendonck
Gérard (ou Gerrit ou Gerardus) van Spaendonck, né à Tilbourg le 22 mars 1746 et mort à Paris le 11 mai 1822, est un peintre et graveur d'origine néerlandaise installé en France, spécialiste des peintures de fleurs. Il est l'un des premiers peintres à avoir introduit dans un autre pays d'Europe la tradition de la peinture florale néerlandaise, parvenue à son apogée avec Jan van Huysum.

## Biographie

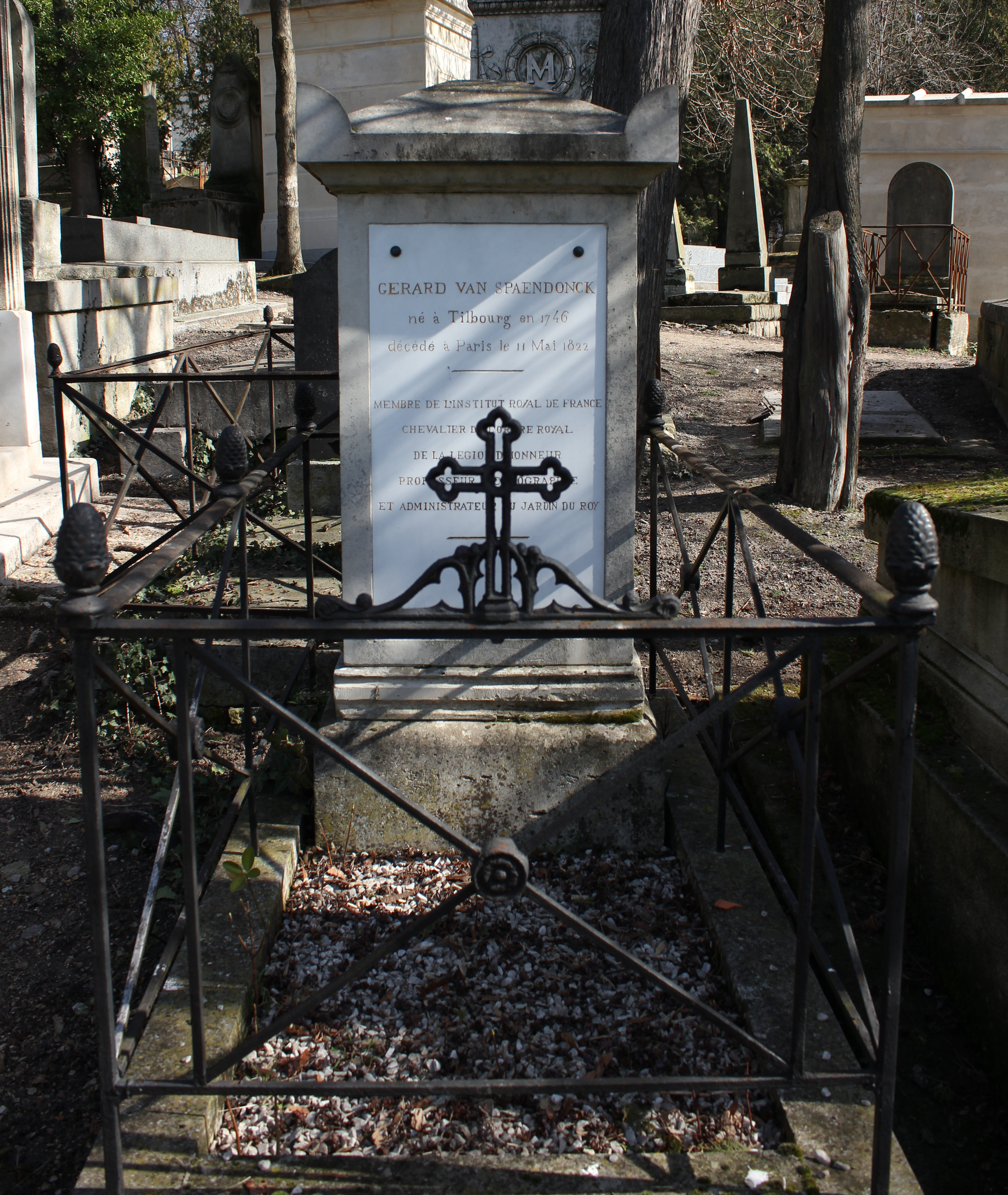
Tombe au cimetière du Père-Lachaise.

Né d'un père intendant de la seigneurie de Tilbourg, dans le Brabant-Septentrional, et frère du peintre Cornelis van Spaendonck, il étudie son art à l'académie de peinture d'Anvers auprès de Guillaume Herreyns dans les années 1760. En 1769, il s'installe à Paris où, grâce à l'intervention de Claude-Henri Watelet, il est nommé miniaturiste de Louis XVI à l'âge de 28 ans. Il expose pour la première fois au Salon de 1777. En 1780, il est nommé professeur de peinture florale au Jardin des Plantes, où il succède à Madeleine Basseporte. Il est admis l'année suivante à l'Académie royale de peinture et de sculpture. En 1786, il est nommé peintre du cabinet de Marie-Antoinette.
Après la Révolution, il obtient en 1793 la chaire d'iconographie naturelle au Muséum national d'histoire naturelle nouvellement créé (il en crée l'emblème cette même année) et il devient en 1795 l'un des premiers membres de l'Académie des beaux-arts. Sous l'Empire, il reçoit la Légion d'honneur en 1804 et il est anobli l'année suivante par Napoléon. Lorsqu'il meurt en 1822, son corps est inhumé au cimetière du Père-Lachaise (11e division).

## Œuvre
Spécialiste de la technique du crachis, consistant à ajouter à la gravure des petits points destinés à affiner le rendu des détails et à nuancer les couleurs, il privilégiait l'aquarelle par-dessus la gouache en l'honneur à son époque. Gérard van Spaendonck a contribué à une cinquantaine d'aquarelles aux Vélins du Roi, une collection de peintures botaniques créée un siècle plus tôt à l'initiative de Gaston de France, frère de Louis XIII. Il a contribué aussi à des dessins à la Manufacture de Sèvres dans les années 1780. Entre 1799 et 1801, il a fait paraître une collection de 24 gravures intitulée Fleurs dessinées d'après nature, considérée comme l'une de ses œuvres majeures.

### Diderotau Salon de1781

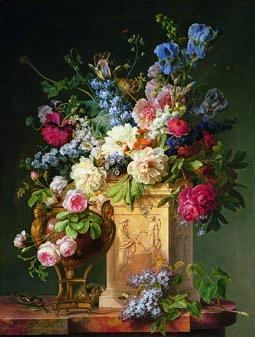
Le tableau de Spaendonck
vu par Grimm au Salon de 1785. Fontainebleau ; musée national du château de Fontainebleau.

« Tableau représentant un vase sculpté en bas-relief et rempli de fleurs et de fruits, se détachant sur un fond d'architecture.

De la plus grande beauté, rien à désirer... peut-être y aurait-il quelques observations à faire sur les parties qui sont dans l'ombre.

On a dit de ces fleurs, et la critique a paru du moins ingénieuse, que toutes belles qu'elles étaient, on pourrait bien leur reprocher de manquer d'odeur. Rien n'égale en effet l'éclat et la vivacité de leur coloris ; mais y trouve-t-on ce léger duvet, cette espèce de vapeur qui pourrait seule rappeler à la vue l'idée des doux parfums qu'elles exhalent ?

Le duc d'Enghien, un enfant de huit à neuf ans, demeurait enchanté devant ce beau vase de fleurs. « Ah ! Monsieur, lui dit le jeune prince avec une ingénuité pleine d'esprit et de grâce, voudriez-vous bien m'en permettre d'en prendre une ? »

### Grimmau Salon de1785
« Tableau représentant un piédestal d'albâtre, enrichi de bas-reliefs, sur lequel est posé une corbeille de fleurs et à côté un vase de bronze, par M. van Spaendonck (pour le roi). Je crois avoir vu quelques beaux Van Huysum, et ceci me paraît au-dessus de tout ce que j'ai jamais vu dans ce genre. Je ne pense pas que l'art puisse jamais aller plus loin. C'est la nature même, mais la nature dans toute sa fraîcheur, dans tout son éclat ; et il y autant de grâce, d'harmonie et de goût dans la manière dont ces fleurs se trouvent rassemblées qu'il y a d'exactitude et de vérité jusque dans les moindres détails qui en caractérisent si heureusement toutes les formes, toutes les nuances, celles même qui semblent trop fugitives pour ne pas échapper au pinceau. »

## Postérité
Son œuvre, qui reste hautement estimée parmi celles des grands peintres botaniques, fut très tôt appréciée par les savants. Georges Cuvier, qui prononça son éloge funèbre à l'Institut de France en 1822, y souligne le rôle joué par Van Spaendonck et ses émules dans l'histoire de l'iconographie naturaliste :

« Qui ne se souvient de l'imperfection et de la rareté des figures dans les ouvrages publiés encore au commencement du dernier siècle, et de la peine que le naturaliste avait à y reconnaître les espèces les plus communes ? Buffon même n'eut souvent que des planches incorrectement dessinées et grossièrement coloriées. Aujourd'hui des ouvrages nombreux et magnifiques ont multiplié à l'infini des images aussi reconnaissables que les originaux eux-mêmes. Les Redouté, les Huet, les Baraband, ont multiplié le Muséum d'histoire naturelle ; ils ont fourni en quelque sorte au monde entier des cabinets complets et portatifs ; et, nous pouvons en convenir sans honte, ce secours nouveau a contribué, autant que les travaux d'aucun de nous, à fixer la prééminence de notre pays dans les sciences naturelles. »

Les peintures florales de Van Spaendonck connurent également en leur temps un grand succès auprès du beau monde, ainsi qu'en témoigne cet article paru dans Le Magasin pittoresque en 1843 :
Gérard van Spaendonck a eu entre autres pour élèves Pierre-Joseph Redouté, Alexandre Veron-Bellecourt, Pierre-Antoine Poiteau, Jan Frans van Dael, Pancrace Bessa, Jean Henri Jaume Saint-Hilaire, Antoine Chazal, Piat Joseph Sauvage, Henriëtte Geertruida Knip, Henriette Vincent, Mélanie de Comoléra et Sophie de Fuligny-Damas, marquise de Grollier.
En 2006, l'écrivain Philippe Sollers lui a consacré son ouvrage Fleurs : Le grand roman de l'érotisme floral.

## Galerie

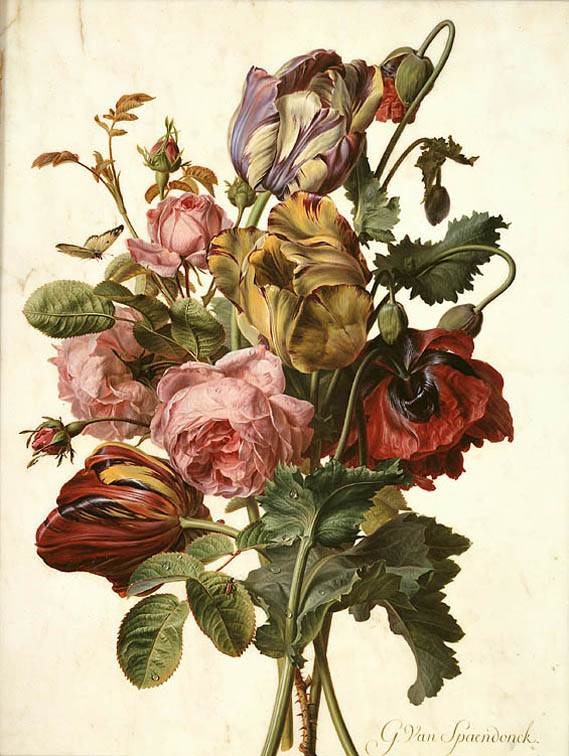
Bouquet : tulipes, roses et pavot somnifère, avec un papillon jaune, un capricorne rouge et une coccinelle à sept points. Huile sur marbre.
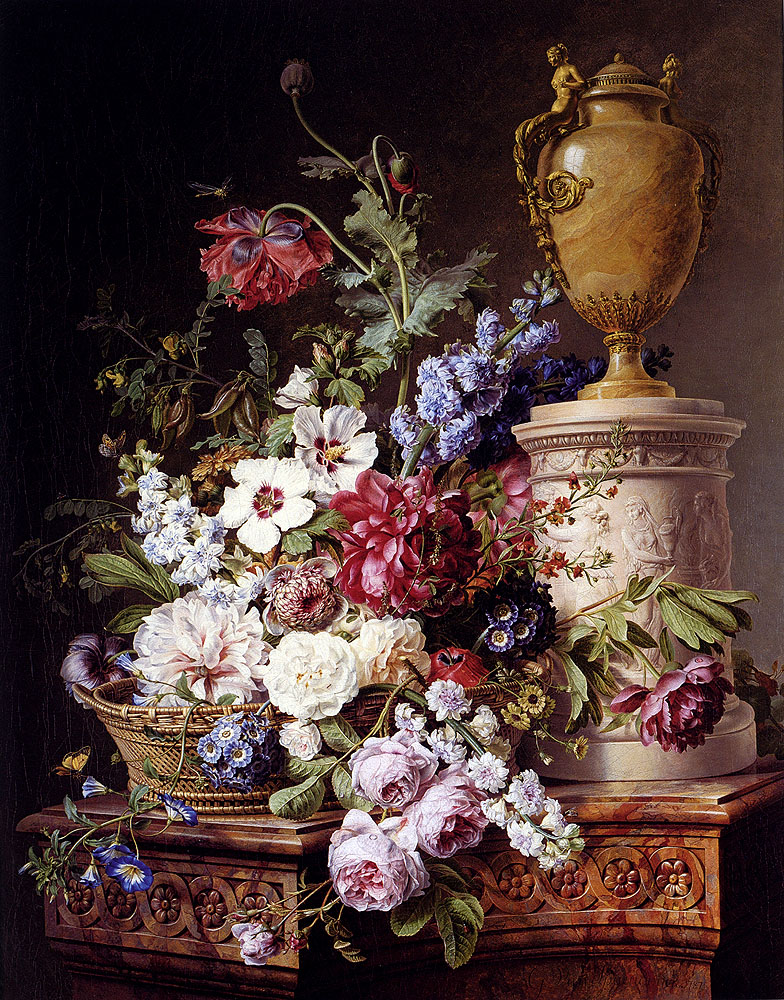
Nature morte : fleurs dans un panier avec deux papillons, une libellule, une mouche et un scarabée, à côté d'une urne en albâtre sur un piedestal de marbre. Huile sur toile (1787).
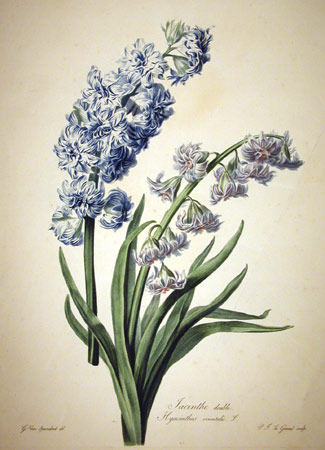
Jacinthe double. Gravure parue dans Fleurs dessinées d'après nature (1799-1801).
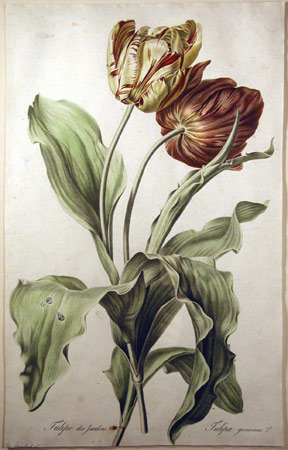
Tulipe des jardins. Gravure parue dans Fleurs dessinées d'après nature (1799-1801).